# Sophie Mousel
Sophie Mousel (* 31. März 1991) ist eine luxemburgische Schauspielerin.

## Leben
Mousel studierte von 2011 bis 2015 an der privaten Schauspielschule Cours Florent in Paris. Seitdem ist sie in Film-, Fernsehen- und Theaterproduktionen zu sehen. 2016 war sie neben Isabelle Huppert in Ein Chanson für dich (Originaltitel: Souvenir) zu sehen. Seit 2019 spielt sie in der luxemburgischen Fernsehserie Capitani von RTL Télé Lëtzebuerg eine Hauptrolle. 2021 ist sie in dem Arte-Dokudrama Super-GAU – Die letzten Tage Luxemburgs zu sehen.
Sie lebt in Luxemburg und Paris. Neben ihrer Muttersprache Luxemburgisch spricht Mousel auch fließend Deutsch, Englisch und Französisch.

## Filmografie
- 2015: Je suis un peu pas trop sûr sûr de moir (Kurzfilm)
- 2016: Le Correspondant
- 2016: Ein Chanson für dich (Souvenir)
- 2017: Rock'n Roll
- 2017: La Deuxième Étoile
- 2018: Ma Fille
- 2018: De Superjhemp retörns (Superchamp Returns)
- 2018: Nicky Larson – City Hunter (Nicky Larson et le parfum de Cupidon)
- 2018: Zëmmer Ze Verlounen (Fernsehserie, 1 Folge)
- 2019: Blood Craft
- 2019: Skin Walker
- 2019: De Buttek
- seit 2019: Capitani (Fernsehserie)
- 2021: Super-GAU – Die letzten Tage Luxemburgs (An zéro – Comment le Luxembourg a disparu)

## Theater
- 2015: Tchekhov – Prix Olga Horstig (Bouffes du Nord, Regie: Gretel Delattre)
- 2015: Merlin ou la terre dévastée (Théâtre 13 Paris, Regie: Marc Delva)
- 2019: Le jeu de l'amour et du hasard – Marivaux (Grand Théâtre du Luxembourg, Regie: Laurent Delvert)
- 2020–2021: Ivanov (Grand Théâtre du Luxembourg, Regie: Myriam Muller)